# Llista de monuments de Torrefeta i Florejacs
Llista de monuments de Torrefeta i Florejacs inclosos en l'Inventari del Patrimoni Arquitectònic Català pel municipi de Torrefeta i Florejacs (Segarra). Inclou els inscrits en el Registre de Béns Culturals d'Interès Nacional (BCIN) amb la classificació de monuments històrics, els Béns Culturals d'Interès Local (BCIL) de caràcter immoble i la resta de béns arquitectònics integrants del patrimoni cultural català.
| Monument                                                             | Protecció    | Estil/època                             | Localització                                                                                               | Coordenades                                          | Codi?         | Imatge |
| -------------------------------------------------------------------- | ------------ | --------------------------------------- | --- | ---------------------------------------------------- | ------------- | --- |
| Castell de Florejacs                                                 | BCIN 224-MH  | Gòtic-renaixement, obra popular XIV-XVI | Torrefeta i Florejacs C. del Castell, Florejacs                                                            | 41° 48′ 02″ N, 1° 12′ 51″ E / 41.800621°N,1.214130°E | RI-51-0005077 | Castell de Florejacs (Torrefeta i Florejacs) · Vegeu més fotos d'aquest monument · Carregueu una nova foto d'aquest monument                                              |
| Castell del Llor                                                     | BCIN 410-MH  | Obra popular Medieval                   | Torrefeta i Florejacs El Llor, part més alta del poble                                                     | 41° 44′ 47″ N, 1° 18′ 31″ E / 41.746285°N,1.308539°E | RI-51-0006518 | Castell del Llor (Torrefeta i Florejacs) · Vegeu més fotos d'aquest monument · Carregueu una nova foto d'aquest monument                                                  |
| Castell de les Sitges                                                | BCIN 1645-MH | Gòtic, romànic XIII-XIV                 | Torrefeta i Florejacs Les Sitges                                                                           | 41° 48′ 58″ N, 1° 13′ 41″ E / 41.816234°N,1.227978°E | RI-51-0006513 | Castell de les Sitges (Torrefeta i Florejacs) · Vegeu més fotos d'aquest monument · Carregueu una nova foto d'aquest monument                                             |
| Castell de la Morana                                                 | BCIN 1646-MH | Obra popular XVI                        | Torrefeta i Florejacs C. del Vent, la Morana                                                               | 41° 46′ 55″ N, 1° 15′ 49″ E / 41.782036°N,1.263490°E | RI-51-0006514 | Castell de la Morana (Torrefeta i Florejacs) · Vegeu més fotos d'aquest monument · Carregueu una nova foto d'aquest monument                                              |
| Murs i antic portal d'accés de Torrefeta                             | BCIN 1647-MH | Obra popular XV                         | Torrefeta i Florejacs Torrefeta                                                                            | 41° 45′ 15″ N, 1° 16′ 28″ E / 41.754060°N,1.274334°E | RI-51-0006516 | Murs i antic portal d'accés de Torrefeta (Torrefeta i Florejacs) · Vegeu més fotos d'aquest monument · Carregueu una nova foto d'aquest monument                          |
| Castell de Castellmeià                                               | BCIN 1648-MH | Romànic XIII                            | Torrefeta i Florejacs Castellmeià, ctra. L-324, km 2 desviament a la dreta                                 | 41° 44′ 06″ N, 1° 18′ 06″ E / 41.734941°N,1.301754°E | RI-51-0006519 | Castell de Castellmeià (Torrefeta i Florejacs) · Vegeu més fotos d'aquest monument · Carregueu una nova foto d'aquest monument                                            |
| Castell de Bellveí                                                   | BCIN 1649-MH | Obra popular XVI-XVII                   | Torrefeta i Florejacs C. Ample, Bellveí                                                                    | 41° 45′ 19″ N, 1° 17′ 30″ E / 41.755260°N,1.291780°E | RI-51-0006520 | Castell de Bellveí (Torrefeta i Florejacs) · Vegeu més fotos d'aquest monument · Carregueu una nova foto d'aquest monument                                                |
| Torre circular                                                       | BCIN 1703-MH | Romànic, obra popular XIII, XVII        | Torrefeta i Florejacs La Morana, 300 m del poble a la dreta                                                | 41° 46′ 50″ N, 1° 15′ 44″ E / 41.780547°N,1.262346°E | RI-51-0006515 | Portal d'accés i torre circular (Torrefeta i Florejacs) · Vegeu més fotos d'aquest monument · Carregueu una nova foto d'aquest monument                                   |
| Restes del recinte fortificat de Palou de Sanaüja                    | BCIN 1850-MH | Romànic XII                             | Torrefeta i Florejacs Palou de Sanaüja                                                                     | 41° 49′ 05″ N, 1° 15′ 03″ E / 41.818078°N,1.250797°E | RI-51-0006517 | Restes del recinte fortificat de Palou de Sanaüja (Torrefeta i Florejacs) · Vegeu més fotos d'aquest monument · Carregueu una nova foto d'aquest monument                 |
| Castell de Sedó                                                      | BCIN 3975-MH | Romànic XI                              | Torrefeta i Florejacs C. Castell, Sedó                                                                     | 41° 43′ 58″ N, 1° 15′ 38″ E / 41.732675°N,1.260586°E | IPA-36715     | Castell de Sedó (Torrefeta i Florejacs) · Vegeu més fotos d'aquest monument · Carregueu una nova foto d'aquest monument                                                   |
| Església de Sant Julià                                               |              | Romànic, barroc XII, XVII               | Torrefeta i Florejacs Pl. de l'Església, el Llor                                                           | 41° 44′ 48″ N, 1° 18′ 35″ E / 41.74662°N,1.30976°E   | IPA-475       | Església de Sant Julià (Torrefeta i Florejacs) · Vegeu més fotos d'aquest monument · Carregueu una nova foto d'aquest monument                                            |
| Cal Lluís de Torrefeta                                               | BCIL 2007    | Eclecticisme XVIII-XIX                  | Torrefeta i Florejacs Pl. Major, 11, Torrefeta                                                             | 41° 45′ 15″ N, 1° 16′ 26″ E / 41.754101°N,1.273831°E | IPA-26357     | Cal Lluís de Torrefeta (Torrefeta i Florejacs) · Vegeu més fotos d'aquest monument · Carregueu una nova foto d'aquest monument                                            |
| Portals de Bellveí                                                   | BCIL 2007    | Romànic XIII                            | Torrefeta i Florejacs C. Marquesa, Bellveí                                                                 | 41° 45′ 20″ N, 1° 17′ 32″ E / 41.755472°N,1.292164°E | IPA-26359     | Portals de Bellveí (Torrefeta i Florejacs) · Vegeu més fotos d'aquest monument · Carregueu una nova foto d'aquest monument                                                |
| Església parroquial de Sant Jaume de Bellveí                         | BCIL 2007    | Barroc XVII                             | Torrefeta i Florejacs Pl. de Sant Jaume, Bellveí                                                           | 41° 45′ 18″ N, 1° 17′ 29″ E / 41.7549°N,1.29148°E    | IPA-26360     | Església parroquial de Sant Jaume de Bellveí (Torrefeta i Florejacs) · Vegeu més fotos d'aquest monument · Carregueu una nova foto d'aquest monument                      |
| Santa Maria de Castellmeià, o Església de la Mare de Déu de la Llet  |              | Romànic XI                              | Torrefeta i Florejacs Castellmeià, ctra. L-324, km 2 desviament a la dreta                                 | 41° 44′ 06″ N, 1° 18′ 09″ E / 41.73498°N,1.30248°E   | IPA-26361     | Santa Maria de Castellmeià (Torrefeta i Florejacs) · Vegeu més fotos d'aquest monument · Carregueu una nova foto d'aquest monument                                        |
| Església parroquial de Sant Salvador de Gra                          | BCIL 2007    | Romànic, barroc XII, XVIII              | Torrefeta i Florejacs Pl. de l'Església, Gra                                                               | 41° 45′ 59″ N, 1° 15′ 03″ E / 41.76634°N,1.2509°E    | IPA-26362     | Església parroquial de Sant Salvador de Gra (Torrefeta i Florejacs) · Vegeu més fotos d'aquest monument · Carregueu una nova foto d'aquest monument                       |
| Cal Crespí                                                           |              | Modernisme XX Inici                     | Torrefeta i Florejacs Pl. Major, 9, la Morana                                                              | 41° 46′ 56″ N, 1° 15′ 49″ E / 41.782357°N,1.263642°E | IPA-26368     | Cal Crespí (Torrefeta i Florejacs) · Vegeu més fotos d'aquest monument · Carregueu una nova foto d'aquest monument                                                        |
| Casa senyorial                                                       |              | Obra popular XIV                        | Torrefeta i Florejacs C. de la Font, Palou                                                                 | 41° 49′ 05″ N, 1° 15′ 03″ E / 41.81794°N,1.25096°E   | IPA-26372     | Casa senyorial (Torrefeta i Florejacs) · Vegeu més fotos d'aquest monument · Carregueu una nova foto d'aquest monument                                                    |
| Església de Santa Anna de Riber                                      | BCIL 2007    | Romànic XII                             | Torrefeta i Florejacs Pl. de Santa Anna, Riber                                                             | 41° 43′ 54″ N, 1° 15′ 00″ E / 41.73162°N,1.25007°E   | IPA-26374     | Església de Santa Anna de Riber (Torrefeta i Florejacs) · Vegeu més fotos d'aquest monument · Carregueu una nova foto d'aquest monument                                   |
| Ca l'Alió de Riber, o Casa Solsona                                   | BCIL 2007    | Obra popular XVII-XVIII                 | Torrefeta i Florejacs Pl. Santa Anna, Riber                                                                | 41° 43′ 53″ N, 1° 14′ 59″ E / 41.73145°N,1.24981°E   | IPA-26375     | Ca l'Alió de Riber (Torrefeta i Florejacs) · Vegeu més fotos d'aquest monument · Carregueu una nova foto d'aquest monument                                                |
| Església parroquial de Sant Martí de la Morana                       | BCIL 2007    | Barroc XVII                             | Torrefeta i Florejacs C. de l'Església, Sant Martí de la Morana                                            | 41° 46′ 29″ N, 1° 15′ 25″ E / 41.77469°N,1.25696°E   | IPA-26378     | Església parroquial de Sant Martí de la Morana (Torrefeta i Florejacs) · Vegeu més fotos d'aquest monument · Carregueu una nova foto d'aquest monument                    |
| Can Sala                                                             | BCIL 2007    | Barroc XVIII                            | Torrefeta i Florejacs C. del Portal, Sant Martí de la Morana                                               | 41° 46′ 30″ N, 1° 15′ 24″ E / 41.774905°N,1.256561°E | IPA-26379     | Can Sala (Torrefeta i Florejacs) · Vegeu més fotos d'aquest monument · Carregueu una nova foto d'aquest monument                                                          |
| Antic Priorat de Tauladells, o Santa Maria de Tauladells             |              | Romànic XII                             | Torrefeta i Florejacs Gra, ctra. L-310 dir. Guissona, camí a mà esquerra previ a l'entrada de Gra, a 500 m | 41° 45′ 49″ N, 1° 14′ 14″ E / 41.76352°N,1.23728°E   | IPA-26383     | Antic Priorat de Tauladells (Torrefeta i Florejacs) · Vegeu més fotos d'aquest monument · Carregueu una nova foto d'aquest monument                                       |
| Església de Sant Donat de Sedó                                       | BCIL 2007    | Obra popular XVI-XVII                   | Torrefeta i Florejacs Pl. de l'Església, Sedó                                                              | 41° 43′ 58″ N, 1° 15′ 33″ E / 41.73266°N,1.25926°E   | IPA-26385     | Església de Sant Donat de Sedó (Torrefeta i Florejacs) · Vegeu més fotos d'aquest monument · Carregueu una nova foto d'aquest monument                                    |
| Casa Llorenç, o Cal Plaça                                            |              | Obra popular XVI                        | Torrefeta i Florejacs Pl. Maguerola, 2, Sedó                                                               | 41° 43′ 56″ N, 1° 15′ 38″ E / 41.732115°N,1.260634°E | IPA-26390     | Casa Llorenç (Torrefeta i Florejacs) · Vegeu més fotos d'aquest monument · Carregueu una nova foto d'aquest monument                                                      |
| Ca la Vila                                                           | BCIL 2007    | Obra popular XIII-XV, XVII-XVIII        | Torrefeta i Florejacs Av. de les Flors, 8, Sedó                                                            | 41° 43′ 55″ N, 1° 15′ 38″ E / 41.73183°N,1.26042°E   | IPA-26391     | Ca la Vila (Torrefeta i Florejacs) · Vegeu més fotos d'aquest monument · Carregueu una nova foto d'aquest monument                                                        |
| Església de Sant Pere del castell de les Sitges                      | BCIL 2007    | Romànic XII                             | Torrefeta i Florejacs Les Sitges                                                                           | 41° 48′ 57″ N, 1° 13′ 42″ E / 41.8158°N,1.22842°E    | IPA-26394     | Església de Sant Pere del castell de les Sitges (Torrefeta i Florejacs) · Vegeu més fotos d'aquest monument · Carregueu una nova foto d'aquest monument                   |
| Església de Sant Amanç de Torrefeta                                  | BCIL 2007    | Barroc XVII-XVIII                       | Torrefeta i Florejacs Pl. de l'Església, Torrefeta                                                         | 41° 45′ 14″ N, 1° 16′ 24″ E / 41.75402°N,1.27321°E   | IPA-26396     | Església de Sant Amanç de Torrefeta (Torrefeta i Florejacs) · Vegeu més fotos d'aquest monument · Carregueu una nova foto d'aquest monument                               |
| Molí de la Casa Nova                                                 |              | Obra popular XIX                        | Torrefeta i Florejacs Gra, camí a la Casa Nova direcció Torrefeta                                          | 41° 45′ 12″ N, 1° 15′ 07″ E / 41.75325°N,1.25203°E   | IPA-26398     | Molí de la Casa Nova (Torrefeta i Florejacs) · Vegeu més fotos d'aquest monument · Carregueu una nova foto d'aquest monument                                              |
| Molí de Solsona, Molí de Dalt, Molí de la Marquesa, Molí del Castell | BCIL 2007    | Gòtic XIV-XX                            | Torrefeta i Florejacs Afores de Bellveí                                                                    | 41° 45′ 21″ N, 1° 17′ 44″ E / 41.75578°N,1.29557°E   | IPA-26399     | Molí de Solsona (Torrefeta i Florejacs) · Vegeu més fotos d'aquest monument · Carregueu una nova foto d'aquest monument                                                   |
| Molí de la Roureda                                                   | BCIL 2007    | Obra popular XIX-XX                     | Torrefeta i Florejacs Torrefeta, camí a Concabella                                                         | 41° 45′ 06″ N, 1° 15′ 51″ E / 41.7517°N,1.26422°E    | IPA-26401     | Molí de la Roureda (Torrefeta i Florejacs) · Vegeu més fotos d'aquest monument · Carregueu una nova foto d'aquest monument                                                |
| Molí del Solsona de Baix                                             | BCIL 2007    | Obra popular XV-XX                      | Torrefeta i Florejacs C. de Tarroja, Torrefeta                                                             | 41° 45′ 12″ N, 1° 16′ 24″ E / 41.75331°N,1.27338°E   | IPA-26402     | Molí del Solsona de Baix (Torrefeta i Florejacs) · Vegeu més fotos d'aquest monument · Carregueu una nova foto d'aquest monument                                          |
| Moli de Baix                                                         | BCIL 2007    | Gòtic XIV-XX                            | Torrefeta i Florejacs Afores de Bellveí                                                                    | 41° 45′ 17″ N, 1° 17′ 12″ E / 41.75475°N,1.28666°E   | IPA-26404     | Molí de Baix (Torrefeta i Florejacs) · Vegeu més fotos d'aquest monument · Carregueu una nova foto d'aquest monument                                                      |
| Molí del Mig                                                         |              | Obra popular XV                         | Torrefeta i Florejacs C. de l'Església, Bellveí                                                            | 41° 45′ 18″ N, 1° 17′ 28″ E / 41.75493°N,1.29116°E   | IPA-26405     | Molí del Mig (Torrefeta i Florejacs) · Vegeu més fotos d'aquest monument · Carregueu una nova foto d'aquest monument                                                      |
| Molí de Dalt del Vidal                                               | BCIL 2007    | Obra popular XV-XX                      | Torrefeta i Florejacs Torrefeta, camí a Concabella                                                         | 41° 45′ 11″ N, 1° 15′ 25″ E / 41.75297°N,1.25708°E   | IPA-26406     | Molí de Dalt del Vidal (Torrefeta i Florejacs) · Vegeu més fotos d'aquest monument · Carregueu una nova foto d'aquest monument                                            |
| Molí del Vidal                                                       | BCIL 2007    | Obra popular XVII-XX                    | Torrefeta i Florejacs Torrefeta, camí a Concabella                                                         | 41° 45′ 11″ N, 1° 15′ 36″ E / 41.75302°N,1.25991°E   | IPA-26407     | Molí del Vidal (Torrefeta i Florejacs) · Vegeu més fotos d'aquest monument · Carregueu una nova foto d'aquest monument                                                    |
| Creu de terme IV de Gra                                              |              | Obra popular XIX                        | Torrefeta i Florejacs Gra, camí a Guissona                                                                 | 41° 45′ 59″ N, 1° 15′ 13″ E / 41.76648°N,1.2536°E    | IPA-34731     | Creu de terme IV (Torrefeta i Florejacs) · Vegeu més fotos d'aquest monument · Carregueu una nova foto d'aquest monument                                                  |
| Creu de terme de Torrefeta                                           |              | Obra popular XX                         | Torrefeta i Florejacs Torrefeta, camí a Guissona                                                           | 41° 46′ 12″ N, 1° 16′ 33″ E / 41.7701°N,1.2758°E     | IPA-34732     | Creu de terme (Torrefeta i Florejacs) · Vegeu més fotos d'aquest monument · Carregueu una nova foto d'aquest monument                                                     |
| Creu de terme                                                        |              | Obra popular XX                         | Torrefeta i Florejacs Florejacs, ctra. LV-3133, km 4                                                       | 41° 48′ 04″ N, 1° 12′ 55″ E / 41.80098°N,1.21517°E   | IPA-34733     | Creu de terme (Torrefeta i Florejacs) · Vegeu més fotos d'aquest monument · Carregueu una nova foto d'aquest monument                                                     |
| Creu de terme III de Gra                                             |              | Obra popular XIX                        | Torrefeta i Florejacs Gra, camí a Guissona                                                                 | 41° 45′ 57″ N, 1° 15′ 17″ E / 41.765972°N,1.254751°E | IPA-34734     | Creu de terme III (Torrefeta i Florejacs) · Vegeu més fotos d'aquest monument · Carregueu una nova foto d'aquest monument                                                 |
| Creu de terme I de Gra                                               |              |                                         | Torrefeta i Florejacs Gra, camí a Guissona                                                                 | 41° 45′ 59″ N, 1° 15′ 09″ E / 41.76642°N,1.25247°E   | IPA-34735     | Creu de terme I (Torrefeta i Florejacs) · Vegeu més fotos d'aquest monument · Carregueu una nova foto d'aquest monument                                                   |
| Creu de terme de Gra                                                 |              | Obra popular                            | Torrefeta i Florejacs Gra, camí de Guissona                                                                | 41° 45′ 59″ N, 1° 15′ 10″ E / 41.76635°N,1.252913°E  | IPA-34736     | Creu de terme (Torrefeta i Florejacs) · Vegeu més fotos d'aquest monument · Carregueu una nova foto d'aquest monument                                                     |
| Sagrat Cor                                                           |              | Noucentisme XX                          | Torrefeta i Florejacs Selvanera, camí de Montanyana                                                        | 41° 49′ 05″ N, 1° 17′ 05″ E / 41.81809°N,1.28469°E   | IPA-34737     | Sagrat Cor (Torrefeta i Florejacs) · Vegeu més fotos d'aquest monument · Carregueu una nova foto d'aquest monument                                                        |
| Carrer del Portal                                                    |              | Obra popular XVI                        | Torrefeta i Florejacs C. del Portal, Sedó                                                                  | 41° 43′ 55″ N, 1° 15′ 37″ E / 41.73202°N,1.26035°E   | IPA-34738     | Carrer del Portal (Torrefeta i Florejacs) · Vegeu més fotos d'aquest monument · Carregueu una nova foto d'aquest monument                                                 |
| Ermita de la Mare de Déu de Maig                                     |              | Historicisme XX                         | Torrefeta i Florejacs Torrefeta, camí a Guissona                                                           | 41° 46′ 14″ N, 1° 16′ 34″ E / 41.770662°N,1.276242°E | IPA-34739     | Ermita de la Mare de Déu de Maig (Torrefeta i Florejacs) · Vegeu més fotos d'aquest monument · Carregueu una nova foto d'aquest monument                                  |
| Mas Mascó                                                            |              | Obra popular XVIII                      | Torrefeta i Florejacs Selvanera, camí a Mas Mascó                                                          | 41° 49′ 50″ N, 1° 17′ 33″ E / 41.8306°N,1.29238°E    | IPA-34740     | Mas Mascó (Torrefeta i Florejacs) · Vegeu més fotos d'aquest monument · Carregueu una nova foto d'aquest monument                                                         |
| Ermita de Sant Jaume de Granollers de Segarra                        | BCIL 2007    | Obra popular XIX                        | Torrefeta i Florejacs Granollers                                                                           | 41° 50′ 04″ N, 1° 15′ 25″ E / 41.83437°N,1.25687°E   | IPA-34741     | Ermita de Sant Jaume de Granollers de Segarra (Torrefeta i Florejacs) · Vegeu més fotos d'aquest monument · Carregueu una nova foto d'aquest monument                     |
| Església de Sant Pere de Mas Pujol de les Cases de la Serra          | BCIL 2007    | Romànic XIII                            | Torrefeta i Florejacs Les Cases de la Serra, camí del Pujol                                                | 41° 53′ 49″ N, 1° 19′ 00″ E / 41.89683°N,1.31669°E   | IPA-34742     | Església de Sant Pere de Mas Pujol de les Cases de la Serra (Torrefeta i Florejacs) · Vegeu més fotos d'aquest monument · Carregueu una nova foto d'aquest monument       |
| Església de Sant Sebastià i Sant Isidre                              | BCIL 2007    | Barroc XVIII                            | Torrefeta i Florejacs Pl. l'Església, Selvanera                                                            | 41° 49′ 55″ N, 1° 16′ 33″ E / 41.83206°N,1.27592°E   | IPA-34743     | Església de Sant Sebastià i Sant Isidre (Torrefeta i Florejacs) · Vegeu més fotos d'aquest monument · Carregueu una nova foto d'aquest monument                           |
| Molí del Vives                                                       |              | Obra popular XVIII                      | Torrefeta i Florejacs Torrefeta, camí a Guissona                                                           | 41° 45′ 23″ N, 1° 16′ 22″ E / 41.75631°N,1.2728°E    | IPA-34744     | Molí del Vives (Torrefeta i Florejacs) · Vegeu més fotos d'aquest monument · Carregueu una nova foto d'aquest monument                                                    |
| Casa Vila de Selvanera                                               |              | Obra popular XVII                       | Torrefeta i Florejacs C. Major, Selvanera                                                                  | 41° 49′ 56″ N, 1° 16′ 32″ E / 41.8322°N,1.27543°E    | IPA-34745     | Casa Vila (Torrefeta i Florejacs) · Vegeu més fotos d'aquest monument · Carregueu una nova foto d'aquest monument                                                         |
| Font del Poble                                                       |              | Obra popular XX                         | Torrefeta i Florejacs Torrefeta, camí a Guissona                                                           | 41° 45′ 23″ N, 1° 16′ 25″ E / 41.75632°N,1.27357°E   | IPA-34746     | Font del Poble (Torrefeta i Florejacs) · Vegeu més fotos d'aquest monument · Carregueu una nova foto d'aquest monument                                                    |
| Mas de la Vila i capella de Sant Antoni de les Cases de la Serra     | BCIL 2007    | Obra popular XVII                       | Torrefeta i Florejacs Les Cases de la Serra                                                                | 41° 55′ 05″ N, 1° 18′ 34″ E / 41.9181°N,1.30938°E    | IPA-34775     | Mas de la Vila (Torrefeta i Florejacs) · Vegeu més fotos d'aquest monument · Carregueu una nova foto d'aquest monument                                                    |
| Cal Frare                                                            |              | Obra popular XVIII                      | Torrefeta i Florejacs Les Cases de la Serra                                                                | 41° 53′ 57″ N, 1° 17′ 31″ E / 41.8991°N,1.29199°E    | IPA-34776     | Cal Frare (Torrefeta i Florejacs) · Vegeu més fotos d'aquest monument · Carregueu una nova foto d'aquest monument                                                         |
| Mas de Nadal                                                         |              | Obra popular XVIII                      | Torrefeta i Florejacs Selvanera, camí de Mas Nadal                                                         | 41° 50′ 05″ N, 1° 18′ 09″ E / 41.83462°N,1.30249°E   | IPA-34777     | Mas de Nadal (Torrefeta i Florejacs) · Vegeu més fotos d'aquest monument · Carregueu una nova foto d'aquest monument                                                      |
| Cal Tomàs                                                            |              | Obra popular XIX Inici                  | Torrefeta i Florejacs C. Sant Antoni, 6, Selvanera                                                         | 41° 49′ 55″ N, 1° 16′ 32″ E / 41.83195°N,1.27552°E   | IPA-34778     | Cal Tomàs (Torrefeta i Florejacs) · Vegeu més fotos d'aquest monument · Carregueu una nova foto d'aquest monument                                                         |
| Rodamilans                                                           |              | Obra popular XIX                        | Torrefeta i Florejacs Selvanera, ctra. L-314, km 5,5                                                       | 41° 50′ 47″ N, 1° 15′ 43″ E / 41.84633°N,1.26207°E   | IPA-34780     | Rodamilans (Torrefeta i Florejacs) · Vegeu més fotos d'aquest monument · Carregueu una nova foto d'aquest monument                                                        |
| Mas Farell                                                           |              | Obra popular XVIII                      | Torrefeta i Florejacs Selvanera, camí de Mas Farell                                                        | 41° 50′ 35″ N, 1° 14′ 54″ E / 41.84292°N,1.24835°E   | IPA-34781     | Mas Farell (Torrefeta i Florejacs) · Vegeu més fotos d'aquest monument · Carregueu una nova foto d'aquest monument                                                        |
| Cal Patiràs, o Casa Vinagre                                          |              | Obra popular XVI                        | Torrefeta i Florejacs Pl. Maguerola, 1, Sedó                                                               | 41° 43′ 55″ N, 1° 15′ 38″ E / 41.732061°N,1.260627°E | IPA-34782     | Cal Patiràs (Torrefeta i Florejacs) · Vegeu més fotos d'aquest monument · Carregueu una nova foto d'aquest monument                                                       |
| Cal Maguerola                                                        |              | Gòtic-renaixement XVI                   | Torrefeta i Florejacs C. Baix, 18, Sedó                                                                    | 41° 43′ 55″ N, 1° 15′ 37″ E / 41.73202°N,1.26021°E   | IPA-34783     | Cal Maguerola (Torrefeta i Florejacs) · Vegeu més fotos d'aquest monument · Carregueu una nova foto d'aquest monument                                                     |
| Cal Sorribes                                                         |              | Obra popular XVII                       | Torrefeta i Florejacs C. Major, 17, Sedó                                                                   | 41° 43′ 56″ N, 1° 15′ 37″ E / 41.732268°N,1.260272°E | IPA-34784     | Cal Sorribes (Torrefeta i Florejacs) · Vegeu més fotos d'aquest monument · Carregueu una nova foto d'aquest monument                                                      |
| Mas de la Garriga                                                    | BCIL 2007    | Obra popular XVIII                      | Torrefeta i Florejacs Les Cases de la Serra, camí a la Casanova                                            | 41° 54′ 45″ N, 1° 18′ 09″ E / 41.91259°N,1.30258°E   | IPA-34785     | Mas de la Garriga (Torrefeta i Florejacs) · Vegeu més fotos d'aquest monument · Carregueu una nova foto d'aquest monument                                                 |
| Ca l'Hortet                                                          |              | Obra popular XX Inici                   | Torrefeta i Florejacs C. Sant Antoni, 6, Selvanera                                                         | 41° 49′ 55″ N, 1° 16′ 31″ E / 41.83187°N,1.27537°E   | IPA-34786     | Ca l'Hortet (Torrefeta i Florejacs) · Vegeu més fotos d'aquest monument · Carregueu una nova foto d'aquest monument                                                       |
| Cal Gilet, Cal Plaça, Cal Patiràs                                    | BCIL 2007    | Obra popular XVI-XVII                   | Torrefeta i Florejacs Pl. Maguerola, 3, Sedó                                                               | 41° 43′ 56″ N, 1° 15′ 38″ E / 41.732165°N,1.260612°E | IPA-34787     | Cal Gilet (Torrefeta i Florejacs) · Vegeu més fotos d'aquest monument · Carregueu una nova foto d'aquest monument                                                         |
| Les Casetes                                                          |              | Obra popular XVIII                      | Torrefeta i Florejacs Selvanera, camí a Mas Fité                                                           | 41° 49′ 57″ N, 1° 16′ 42″ E / 41.83246°N,1.27836°E   | IPA-34788     | Les Casetes (Torrefeta i Florejacs) · Vegeu més fotos d'aquest monument · Carregueu una nova foto d'aquest monument                                                       |
| Mas Passeres                                                         |              | Obra popular XVIII Inici                | Torrefeta i Florejacs Selvanera, camí vell de l'Alzina a Mas Passeres                                      | 41° 50′ 55″ N, 1° 15′ 11″ E / 41.84874°N,1.25316°E   | IPA-34789     | Mas Passeres (Torrefeta i Florejacs) · Vegeu més fotos d'aquest monument · Carregueu una nova foto d'aquest monument                                                      |
| Casa Viles de Selvanera                                              | BCIL 2007    | Obra popular XVII-XVIII                 | Torrefeta i Florejacs C. Sant Antoni, Selvanera                                                            | 41° 49′ 56″ N, 1° 16′ 31″ E / 41.83211°N,1.27541°E   | IPA-34792     | Casa Viles de Selvanera (Torrefeta i Florejacs) · Vegeu més fotos d'aquest monument · Carregueu una nova foto d'aquest monument                                           |
| Mas de Montanyana                                                    | BCIL 2007    | Obra popular XVIII                      | Torrefeta i Florejacs Camí de Cal Montanyana, Selvanera                                                    | 41° 49′ 14″ N, 1° 17′ 08″ E / 41.82066°N,1.2856°E    | IPA-34793     | Mas de Montanyana (Torrefeta i Florejacs) · Vegeu més fotos d'aquest monument · Carregueu una nova foto d'aquest monument                                                 |
| Cal Llobet                                                           |              | Obra popular XVII                       | Torrefeta i Florejacs C. Avall, 3, Florejacs                                                               | 41° 48′ 01″ N, 1° 12′ 49″ E / 41.80041°N,1.21374°E   | IPA-34795     | Cal Llobet (Torrefeta i Florejacs) · Vegeu més fotos d'aquest monument · Carregueu una nova foto d'aquest monument                                                        |
| Cal Perdigotet                                                       |              | Obra popular XVIII                      | Torrefeta i Florejacs C. Amunt, 2, Florejacs                                                               | 41° 48′ 03″ N, 1° 12′ 50″ E / 41.80076°N,1.21377°E   | IPA-34796     | Cal Perdigotet (Torrefeta i Florejacs) · Vegeu més fotos d'aquest monument · Carregueu una nova foto d'aquest monument                                                    |
| Ca n'Espinal, o Casa Colomes                                         |              | Obra popular XVIII                      | Torrefeta i Florejacs Granollers                                                                           | 41° 50′ 02″ N, 1° 15′ 21″ E / 41.83377°N,1.25593°E   | IPA-34797     | Ca n'Espinal (Torrefeta i Florejacs) · Vegeu més fotos d'aquest monument · Carregueu una nova foto d'aquest monument                                                      |
| Cal Canet                                                            |              | Obra popular XIX                        | Torrefeta i Florejacs Palou, ctra. Florejacs                                                               | 41° 48′ 56″ N, 1° 14′ 38″ E / 41.81565°N,1.24378°E   | IPA-34798     | Cal Canet (Torrefeta i Florejacs) · Vegeu més fotos d'aquest monument · Carregueu una nova foto d'aquest monument                                                         |
| Masia del Gravat                                                     |              | Obra popular XIX                        | Torrefeta i Florejacs Florejacs, camí a Pallargues                                                         | 41° 47′ 07″ N, 1° 10′ 49″ E / 41.78523°N,1.18034°E   | IPA-34799     | Masia del Gravat (Torrefeta i Florejacs) · Vegeu més fotos d'aquest monument · Carregueu una nova foto d'aquest monument                                                  |
| Lo Casalot                                                           |              | Obra popular XX                         | Torrefeta i Florejacs Palou, ctra. L-313                                                                   | 41° 48′ 46″ N, 1° 15′ 34″ E / 41.81289°N,1.25933°E   | IPA-34800     | El Casalot (Torrefeta i Florejacs) · Vegeu més fotos d'aquest monument · Carregueu una nova foto d'aquest monument                                                        |
| La Casanova de Palou                                                 |              | Obra popular XVIII                      | Torrefeta i Florejacs Palou, camí de la Casanova                                                           | 41° 49′ 52″ N, 1° 14′ 40″ E / 41.83123°N,1.24440°E   | IPA-34801     | La Casanova (Torrefeta i Florejacs) · Vegeu més fotos d'aquest monument · Carregueu una nova foto d'aquest monument                                                       |
| Mas del Pujol                                                        |              | Obra popular XVII                       | Torrefeta i Florejacs Les Cases de la Serra, camí del Pujol                                                | 41° 53′ 53″ N, 1° 19′ 04″ E / 41.89798°N,1.31765°E   | IPA-34802     | Mas del Pujol (Torrefeta i Florejacs) · Vegeu més fotos d'aquest monument · Carregueu una nova foto d'aquest monument                                                     |
| Can Manel de la Vall                                                 |              | Obra popular XIX                        | Torrefeta i Florejacs Selvanera, camí Vell a Palou                                                         | 41° 49′ 28″ N, 1° 16′ 14″ E / 41.82435°N,1.27067°E   | IPA-34803     | Can Manel de la Vall (Torrefeta i Florejacs) · Vegeu més fotos d'aquest monument · Carregueu una nova foto d'aquest monument                                              |
| La Bardissa                                                          |              | Obra popular XIX                        | Torrefeta i Florejacs Palou, camí de la Bardissa                                                           | 41° 49′ 31″ N, 1° 14′ 31″ E / 41.8254°N,1.24198°E    | IPA-34804     | La Bardissa (Torrefeta i Florejacs) · Vegeu més fotos d'aquest monument · Carregueu una nova foto d'aquest monument                                                       |
| Cal Coma de les Sitges                                               | BCIL 2007    | Obra popular XVIII                      | Torrefeta i Florejacs Les Sitges                                                                           | 41° 48′ 57″ N, 1° 13′ 41″ E / 41.81593°N,1.22806°E   | IPA-34805     | Cal Coma de les Sitges (Torrefeta i Florejacs) · Vegeu més fotos d'aquest monument · Carregueu una nova foto d'aquest monument                                            |
| Masia dels Plans                                                     |              | Obra popular XIX                        | Torrefeta i Florejacs Florejacs, camí del Mas d'en Porta                                                   | 41° 48′ 28″ N, 1° 14′ 13″ E / 41.80774°N,1.23697°E   | IPA-34806     | Masia dels Plans (Torrefeta i Florejacs) · Vegeu més fotos d'aquest monument · Carregueu una nova foto d'aquest monument                                                  |
| Casanova de Pujol                                                    |              | Obra popular XIX                        | Torrefeta i Florejacs Les Cases de la Serra, camí de la Casanova de Pujol                                  | 41° 54′ 00″ N, 1° 18′ 18″ E / 41.90001°N,1.30489°E   | IPA-34807     | Casanova de Pujol (Torrefeta i Florejacs) · Vegeu més fotos d'aquest monument · Carregueu una nova foto d'aquest monument                                                 |
| Ca l'Escuder                                                         |              | Obra popular XIX                        | Torrefeta i Florejacs Florejacs, ctra. LV-3133, km 3,5                                                     | 41° 48′ 05″ N, 1° 13′ 08″ E / 41.80146°N,1.21879°E   | IPA-34808     | Ca l'Escuder (Torrefeta i Florejacs) · Vegeu més fotos d'aquest monument · Carregueu una nova foto d'aquest monument                                                      |
| Mas del Roig                                                         | BCIL 2007    | Obra popular XVIII                      | Torrefeta i Florejacs Florejacs, camí a Pallargues, davant Mas del Gravat, camí a la dreta                 | 41° 47′ 29″ N, 1° 10′ 49″ E / 41.79149°N,1.1802°E    | IPA-34809     | Mas del Roig (Torrefeta i Florejacs) · Vegeu més fotos d'aquest monument · Carregueu una nova foto d'aquest monument                                                      |
| La Masuca                                                            |              | Obra popular XIX                        | Torrefeta i Florejacs Florejacs, camí a Pallargues                                                         | 41° 46′ 34″ N, 1° 10′ 22″ E / 41.77604°N,1.1727°E    | IPA-34810     | La Masuca (Torrefeta i Florejacs) · Vegeu més fotos d'aquest monument · Carregueu una nova foto d'aquest monument                                                         |
| Masia Llorenç                                                        | BCIL 2007    | Obra popular XIX                        | Torrefeta i Florejacs Florejacs, camí de la Masia Llorenç                                                  | 41° 48′ 24″ N, 1° 11′ 51″ E / 41.80654°N,1.19758°E   | IPA-34811     | Masia Llorenç (Torrefeta i Florejacs) · Vegeu més fotos d'aquest monument · Carregueu una nova foto d'aquest monument                                                     |
| Masia Vilalta                                                        | BCIL 2007    | Obra popular XIX                        | Torrefeta i Florejacs Florejacs, camí a Guardiola                                                          | 41° 48′ 40″ N, 1° 12′ 13″ E / 41.81104°N,1.20358°E   | IPA-34812     | Masia Vilalta (Torrefeta i Florejacs) · Vegeu més fotos d'aquest monument · Carregueu una nova foto d'aquest monument                                                     |
| Cal Mutxatxà                                                         |              | Obra popular XIX                        | Torrefeta i Florejacs Selvanera, camí de Can Mascó a Can Mutxatxà                                          | 41° 49′ 27″ N, 1° 18′ 07″ E / 41.82412°N,1.30199°E   | IPA-34813     | Cal Mutxatxà (Torrefeta i Florejacs) · Vegeu més fotos d'aquest monument · Carregueu una nova foto d'aquest monument                                                      |
| Cal Cisquella                                                        |              | Obra popular XVII                       | Torrefeta i Florejacs C. Major, 3, Selvanera                                                               | 41° 49′ 56″ N, 1° 16′ 30″ E / 41.83219°N,1.27509°E   | IPA-34814     | Cal Cisquella (Torrefeta i Florejacs) · Vegeu més fotos d'aquest monument · Carregueu una nova foto d'aquest monument                                                     |
| Mas Fiter                                                            |              | Obra popular XVIII                      | Torrefeta i Florejacs Selvanera, camí de Mas Fiter                                                         | 41° 50′ 56″ N, 1° 16′ 52″ E / 41.84889°N,1.28108°E   | IPA-34815     | Mas Fiter (Torrefeta i Florejacs) · Vegeu més fotos d'aquest monument · Carregueu una nova foto d'aquest monument                                                         |
| Cal Trudis                                                           |              | Obra popular XIX                        | Torrefeta i Florejacs Pl. de l'Església, Selvanera                                                         | 41° 49′ 55″ N, 1° 16′ 33″ E / 41.83183°N,1.27575°E   | IPA-34816     | Cal Trudis (Torrefeta i Florejacs) · Vegeu més fotos d'aquest monument · Carregueu una nova foto d'aquest monument                                                        |
| Cal Canes                                                            |              | Obra popular XX Inici                   | Torrefeta i Florejacs C. Sant Sebastià, Selvanera                                                          | 41° 49′ 58″ N, 1° 16′ 32″ E / 41.83265°N,1.27556°E   | IPA-34817     | Cal Canes (Torrefeta i Florejacs) · Vegeu més fotos d'aquest monument · Carregueu una nova foto d'aquest monument                                                         |
| Molí de Sedó, o Molí del Madó                                        |              | Obra popular XIX                        | Torrefeta i Florejacs C. de les Flors, Sedó                                                                | 41° 43′ 56″ N, 1° 15′ 41″ E / 41.73225°N,1.26151°E   | IPA-34818     | Molí de Sedó (Torrefeta i Florejacs) · Vegeu més fotos d'aquest monument · Carregueu una nova foto d'aquest monument                                                      |
| Església de Sant Esteve de la Morana                                 | BCIL 2007    | Romànic, obra popular XII, XVIII        | Torrefeta i Florejacs Pl. Gabriel Benet, la Morana                                                         | 41° 46′ 56″ N, 1° 15′ 48″ E / 41.78235°N,1.26326°E   | IPA-35619     | Església de Sant Esteve de la Morana (Torrefeta i Florejacs) · Vegeu més fotos d'aquest monument · Carregueu una nova foto d'aquest monument                              |
| Cal Castell de Gra                                                   | BCIL 2007    | Barroc, obra popular XVII-XVIII, XX     | Torrefeta i Florejacs Pl. del Castell, Gra                                                                 | 41° 46′ 00″ N, 1° 14′ 58″ E / 41.7666°N,1.24943°E    | IPA-35620     | Cal Castell de Gra (Torrefeta i Florejacs) · Vegeu més fotos d'aquest monument · Carregueu una nova foto d'aquest monument                                                |
| Carrer la Vall de la Morana                                          |              | Obra popular XIX Mitjan                 | Torrefeta i Florejacs Pl. Avall - escalinata c. del Vent, la Morana                                        | 41° 46′ 55″ N, 1° 15′ 50″ E / 41.78201°N,1.26376°E   | IPA-35621     | Carrer la Vall de la Morana (Torrefeta i Florejacs) · Vegeu més fotos d'aquest monument · Carregueu una nova foto d'aquest monument                                       |
| Cal Nadal                                                            |              | Obra popular XX Inici                   | Torrefeta i Florejacs C. Ample, Bellveí                                                                    | 41° 45′ 18″ N, 1° 17′ 31″ E / 41.75501°N,1.29193°E   | IPA-35622     | Cal Nadal (Torrefeta i Florejacs) · Vegeu més fotos d'aquest monument · Carregueu una nova foto d'aquest monument                                                         |
| Cabana de volta de Palou                                             |              | Obra popular XX Inici                   | Torrefeta i Florejacs Palou, ctra. L-313, km 19, a 20-50 m a mà esquerra direcció Ponts                    | 41° 48′ 52″ N, 1° 15′ 39″ E / 41.81454°N,1.26076°E   | IPA-35623     | Cabana de volta de Palou (Torrefeta i Florejacs) · Vegeu més fotos d'aquest monument · Carregueu una nova foto d'aquest monument                                          |
| Creu de terme de Sedó                                                |              | Obra popular XX Mitjan                  | Torrefeta i Florejacs Sedó, ctra. L-311, km 10 camí dret que puja a un turó, a 1200 m                      | 41° 44′ 19″ N, 1° 16′ 17″ E / 41.73856°N,1.27143°E   | IPA-35624     | Creu de terme de Sedó (Torrefeta i Florejacs) · Vegeu més fotos d'aquest monument · Carregueu una nova foto d'aquest monument                                             |
| Creu de terme de Bellveí                                             |              | Obra popular XX Mitjan                  | Torrefeta i Florejacs C. Raval de Tarroja, Bellveí                                                         | 41° 45′ 16″ N, 1° 17′ 31″ E / 41.754449°N,1.291968°E | IPA-35625     | Creu de terme de Bellveí (Torrefeta i Florejacs) · Vegeu més fotos d'aquest monument · Carregueu una nova foto d'aquest monument                                          |
| Ca l'Ermet                                                           |              | Obra popular XIX                        | Torrefeta i Florejacs Selvanera                                                                            | 41° 49′ 14″ N, 1° 17′ 50″ E / 41.82044°N,1.29724°E   | IPA-35947     | Carregueu una nova foto d'aquest monument |
| Cal Salvador                                                         |              | Obra popular XIX                        | Torrefeta i Florejacs Selvanera                                                                            | 41° 49′ 17″ N, 1° 17′ 50″ E / 41.82138°N,1.29717°E   | IPA-35949     | Carregueu una nova foto d'aquest monument |
| Cal Sinyor                                                           |              | Barroc XVIII                            | Torrefeta i Florejacs Pl. Major, 7, Torrefeta                                                              | 41° 45′ 15″ N, 1° 16′ 25″ E / 41.75404°N,1.27363°E   | IPA-35978     | Cal Sinyor (Torrefeta i Florejacs) · Vegeu més fotos d'aquest monument · Carregueu una nova foto d'aquest monument                                                        |
| Passatge de Torrefeta                                                |              | Obra popular XVII                       | Torrefeta i Florejacs Pl. Major - c. Sastre, Torrefeta                                                     | 41° 45′ 14″ N, 1° 16′ 26″ E / 41.754°N,1.27398°E     | IPA-35979     | Passatge de Torrefeta (Torrefeta i Florejacs) · Vegeu més fotos d'aquest monument · Carregueu una nova foto d'aquest monument                                             |
| Ca l'Agnés                                                           |              | Obra popular XIX                        | Torrefeta i Florejacs Pl. Major, 5, Torrefeta                                                              | 41° 45′ 14″ N, 1° 16′ 25″ E / 41.75388°N,1.27367°E   | IPA-35980     | Ca l'Agnés (Torrefeta i Florejacs) · Vegeu més fotos d'aquest monument · Carregueu una nova foto d'aquest monument                                                        |
| Cal Vidal de Torrefeta                                               | BCIL 2007    | Barroc XVIII                            | Torrefeta i Florejacs C. Sant Antoni, Torrefeta                                                            | 41° 45′ 13″ N, 1° 16′ 26″ E / 41.75372°N,1.27376°E   | IPA-35981     | Cal Vidal de Torrefeta (Torrefeta i Florejacs) · Vegeu més fotos d'aquest monument · Carregueu una nova foto d'aquest monument                                            |
| Ca l'Isidre                                                          |              | Obra popular XIX Inici                  | Torrefeta i Florejacs Pl. Major, 13, Torrefeta                                                             | 41° 45′ 15″ N, 1° 16′ 26″ E / 41.7541°N,1.27395°E    | IPA-35983     | Ca l'Isidre (Torrefeta i Florejacs) · Vegeu més fotos d'aquest monument · Carregueu una nova foto d'aquest monument                                                       |
| Passatge plaça Major i carrer Major                                  |              | Obra popular XVII                       | Torrefeta i Florejacs C. Major - pl. Portalet, Torrefeta                                                   | 41° 45′ 15″ N, 1° 16′ 26″ E / 41.754057°N,1.274011°E | IPA-35984     | Passatge plaça Major i carrer Major (Torrefeta i Florejacs) · Vegeu més fotos d'aquest monument · Carregueu una nova foto d'aquest monument                               |
| Ermita de Santes Masses de Sedó                                      | BCIL 2007    | Barroc XVII                             | Torrefeta i Florejacs Sedó, ctra. L-311, km 10 camí dret que puja a un turó, a 1200 m                      | 41° 44′ 20″ N, 1° 16′ 17″ E / 41.73875°N,1.27129°E   | IPA-35985     | Ermita de Santes Masses de Sedó (Torrefeta i Florejacs) · Vegeu més fotos d'aquest monument · Carregueu una nova foto d'aquest monument                                   |
| Cabana de pastor de Sedó                                             |              | Obra popular XIX Mitjan                 | Torrefeta i Florejacs Sedó, ctra. L-311, km 10 camí dreta a 200 m                                          | 41° 44′ 34″ N, 1° 16′ 45″ E / 41.74267°N,1.27926°E   | IPA-35986     | Cabana de pastor de Sedó (Torrefeta i Florejacs) · Vegeu més fotos d'aquest monument · Carregueu una nova foto d'aquest monument                                          |
| Ca la Ramona, Ca l'Esquerrà                                          | BCIL 2007    | Obra popular XV, XVIII                  | Torrefeta i Florejacs C. de la Parra, 3, el Llor                                                           | 41° 44′ 46″ N, 1° 18′ 32″ E / 41.746151°N,1.308806°E | IPA-35988     | Ca la Ramona (Torrefeta i Florejacs) · Vegeu més fotos d'aquest monument · Carregueu una nova foto d'aquest monument                                                      |
| Passatge carrer Rectoria i plaça Major del Llor                      |              | Obra popular XVI                        | Torrefeta i Florejacs C. Rectoria - pl. Major, el Llor                                                     | 41° 44′ 47″ N, 1° 18′ 34″ E / 41.74626°N,1.30949°E   | IPA-35989     | Passatge carrer Rectoria i plaça Major del Llor (Torrefeta i Florejacs) · Vegeu més fotos d'aquest monument · Carregueu una nova foto d'aquest monument                   |
| Lo Termenet                                                          |              | Obra popular XIX Mitjan                 | Torrefeta i Florejacs Florejacs, des d'Osso de Sió, pista de darrera l'església, a 1 km                    | 41° 46′ 10″ N, 1° 10′ 09″ E / 41.76951°N,1.16929°E   | IPA-35990     | Lo Termenet (Torrefeta i Florejacs) · Vegeu més fotos d'aquest monument · Carregueu una nova foto d'aquest monument                                                       |
| Esglégia parroquial de la Mare de Déu de l'Assumpció de Florejacs    | BCIL 2007    | Barroc XVIII-XIX                        | Torrefeta i Florejacs Placeta de l'Església, Florejacs                                                     | 41° 48′ 03″ N, 1° 12′ 51″ E / 41.80074°N,1.21426°E   | IPA-35991     | Esglégia parroquial de la Mare de Déu de l'Assumpció de Florejacs (Torrefeta i Florejacs) · Vegeu més fotos d'aquest monument · Carregueu una nova foto d'aquest monument |
| Ermita Mare de Déu de la Soledat de Selvanera                        | BCIL 2007    | Barroc XVII-XVIII                       | Torrefeta i Florejacs Selvanera, al peu de la ctra. L-314 a Sanahuja                                       | 41° 49′ 32″ N, 1° 16′ 30″ E / 41.82567°N,1.27496°E   | IPA-35992     | Ermita Mare de Déu de la Soledat de Selvanera (Torrefeta i Florejacs) · Vegeu més fotos d'aquest monument · Carregueu una nova foto d'aquest monument                     |
| Era del Manuel                                                       |              | Obra popular XIX Final                  | Torrefeta i Florejacs Selvanera, a 250 m de l'església per un camí sense asfaltar, direc. Mas Fiter        | 41° 50′ 01″ N, 1° 17′ 18″ E / 41.8337°N,1.28823°E    | IPA-35993     | Era del Manuel (Torrefeta i Florejacs) · Vegeu més fotos d'aquest monument · Carregueu una nova foto d'aquest monument                                                    |
| Cal Martí                                                            | BCIL 2007    | Barroc XVIII                            | Torrefeta i Florejacs Pl. Major, 9, Torrefeta                                                              | 41° 45′ 15″ N, 1° 16′ 25″ E / 41.75408°N,1.27371°E   | IPA-36030     | Cal Martí (Torrefeta i Florejacs) · Vegeu més fotos d'aquest monument · Carregueu una nova foto d'aquest monument                                                         |
| Casa al carrer Portal                                                |              | Obra popular XVIII                      | Torrefeta i Florejacs C. del Portal, Sant Martí de la Morana                                               | 41° 46′ 30″ N, 1° 15′ 23″ E / 41.775057°N,1.256499°E | IPA-36720     | Casa al carrer Portal (Torrefeta i Florejacs) · Vegeu més fotos d'aquest monument · Carregueu una nova foto d'aquest monument                                             |
| Safareig de la Devesa                                                |              | Obra popular                            | Torrefeta i Florejacs                                                                                      |                                                      | IPA-49068     | Carregueu una nova foto d'aquest monument |